# Kvarteret Argus

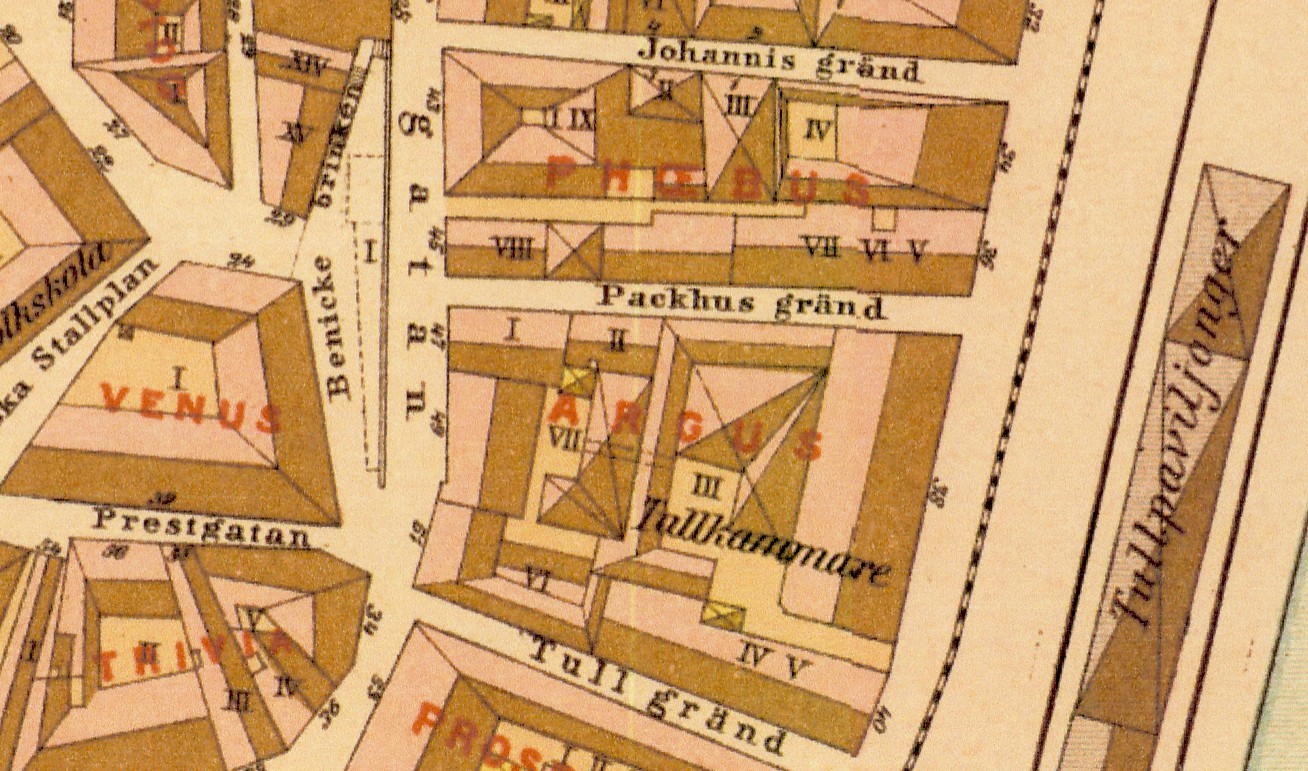
"Kvarteret Argus" på Lundgrens karta, 1885

Kvarteret Argus är ett kvarter i Gamla stan i Stockholm. Kvarteret omges av Österlånggatan i väster, Tullgränd i söderd, Skeppsbron i öster och Packhusgränd i norr. Största byggnaden i kvarteret är Tullhuset.

## Namnet
Den övervägande delen av kvarteren i Gamla stan har döpts efter begrepp (främst gudar) ur den grekiska och romerska mytologin. Argos  (latin: Argus) var i den grekiska mytologin en jätte eller ett monster med hundra ögon av vilka alltid ett ögonpar vakade.

## Kvarteret

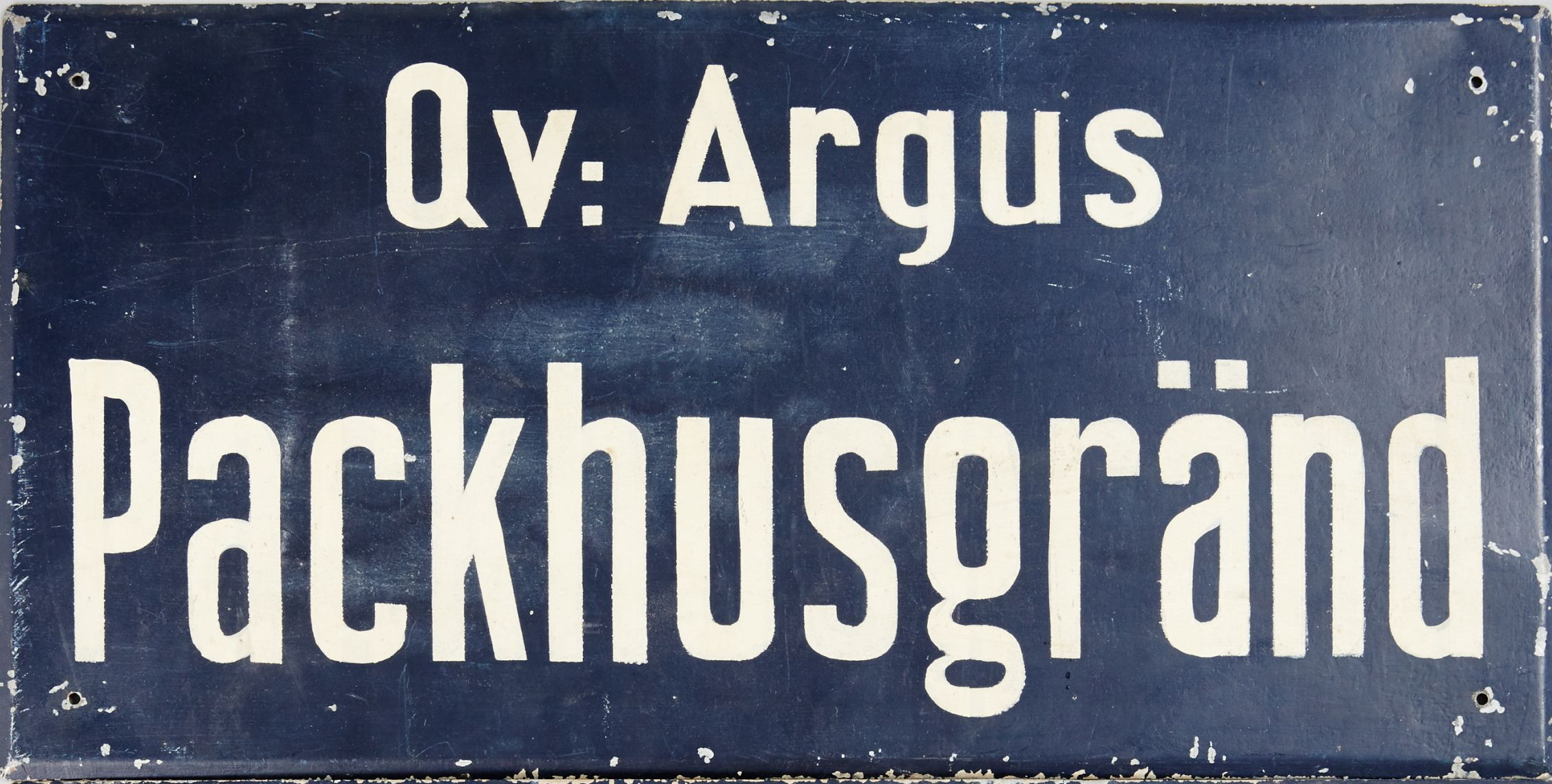
Äldre kvarterssylt.

Kvarteret bildades år 1729 och hade då 7 fastigheter (Östra 131, Östra 132, Östra 133, Östra 134, Östra 135, Östra 136 och Östra 137). År 1885 fanns 7 fastigheter (Argus I-VII). Idag har kvarteret tre fastigheter, Argus 4, 6 och 8.
På platsen för kvarteret Argus fanns den medeltida Kogghamnen och förmodligen nyttjades området redan på 1200-talet som handelsplats. På 1400-1500-talen sträckte sig den östra stadsmuren genom kvarteret, där två av murens försvarstorn varit belägna. Grundmurar till det torn som funnits vid Tullgränd har påträffats vid arkeologiska undersökningar i Argus 4. Delar av 1500-talets Koggabro har hittats vid grundförstärkningsarbeten i fastigheten Argus 4 och vid schaktningar längs Skeppsbron.
Största fastigheten är Argus 8, som upptar hela norra delen av kvarteret. Här uppfördes Tullhuset (adress Skeppsbron 38) som är ritat av arkitekt Erik Palmstedt och byggt mellan 1783 och 1790 med Gustav III som uppdragsgivare. Huset inrymmer idag kontor sedan Tullverket lämnade lokalerna år 2000. 
I Argus 4 (Skeppsbron 40) ligger Küselska huset. Huset uppfördes 1701 efter ritningar av arkitekt Nicodemus Tessin d.y. Byggherre och beställare var grosshandlaren Roland Eliaeson, som räknades till en av Stockholms rikaste män vid 1600-talets slut. Vid 1700-talets mitt köptes fastigheten av Carl Gottfried Küsel.
I Argus 6 (Österlånggatan 51) finns sedan 1721 krogen Den gyldene freden. Restaurangen anses vara en av Stockholms äldsta krogar. Enligt forskare i stockholmiana, Björn Hasselblad ("Stockholmskvarter") är det till och med Sveriges äldsta bevarade stadskrog.

## Bilder

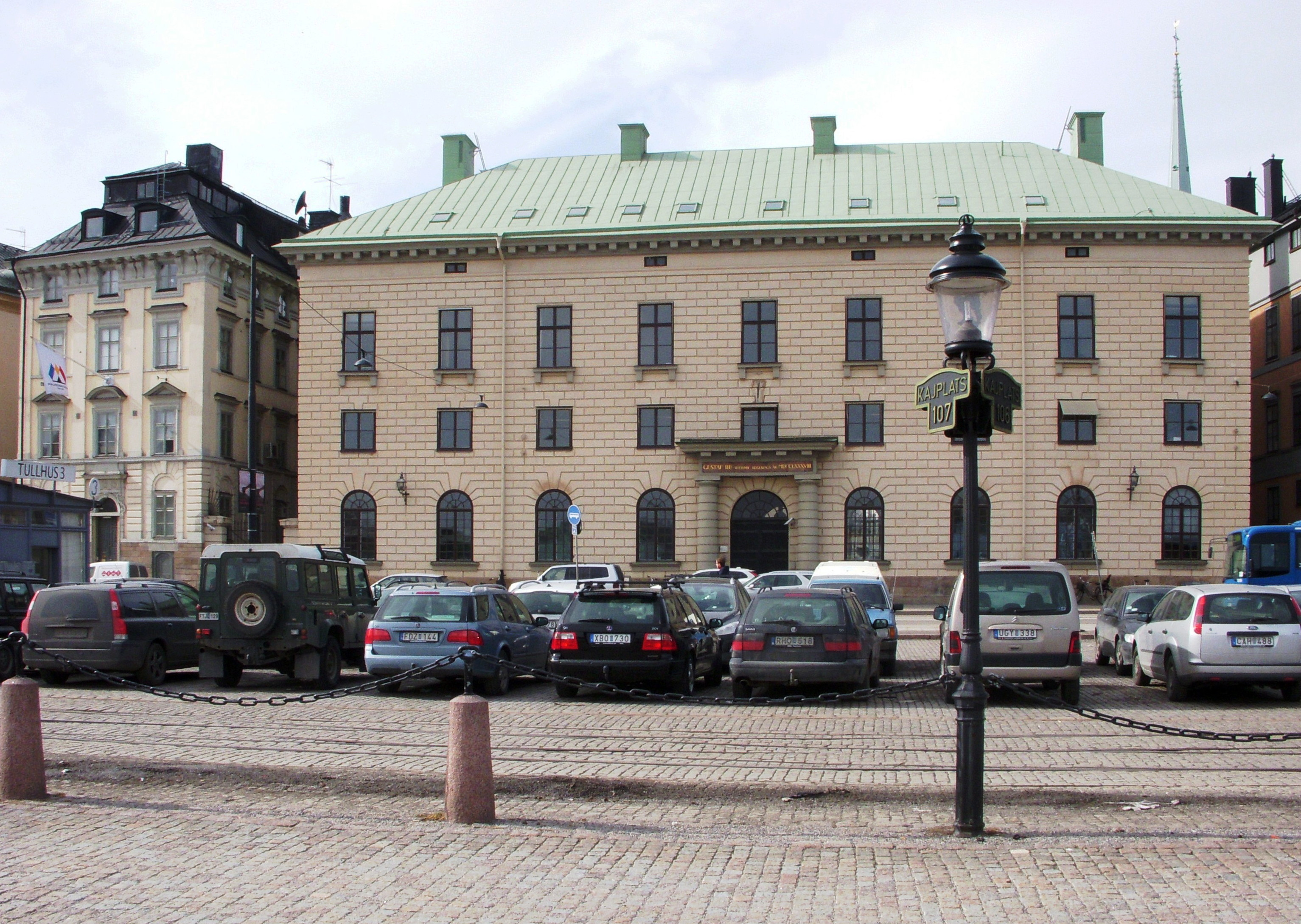
Argus 38 och 40 från Skeppsbron med Tullhuset till höger
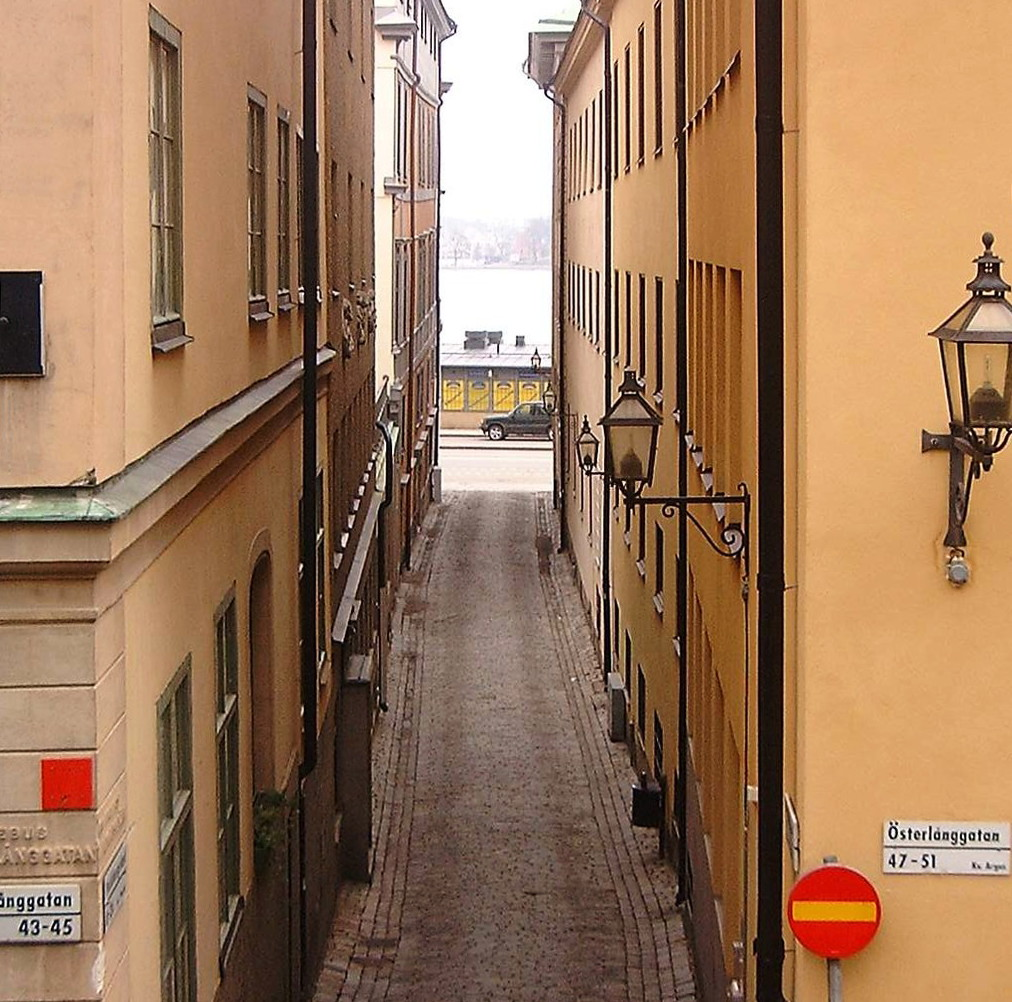
Packhusgränd mot öst
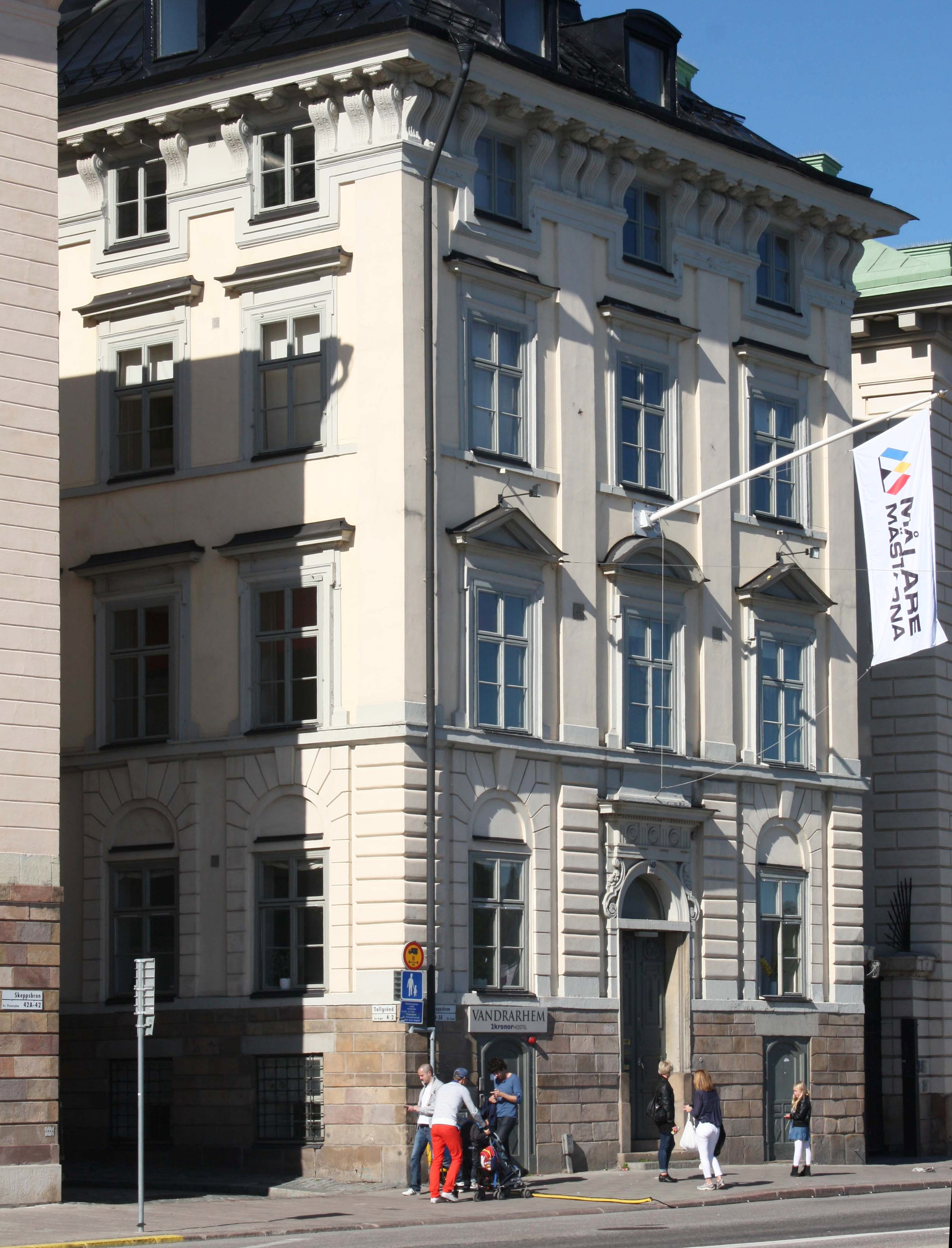
Küselska huset
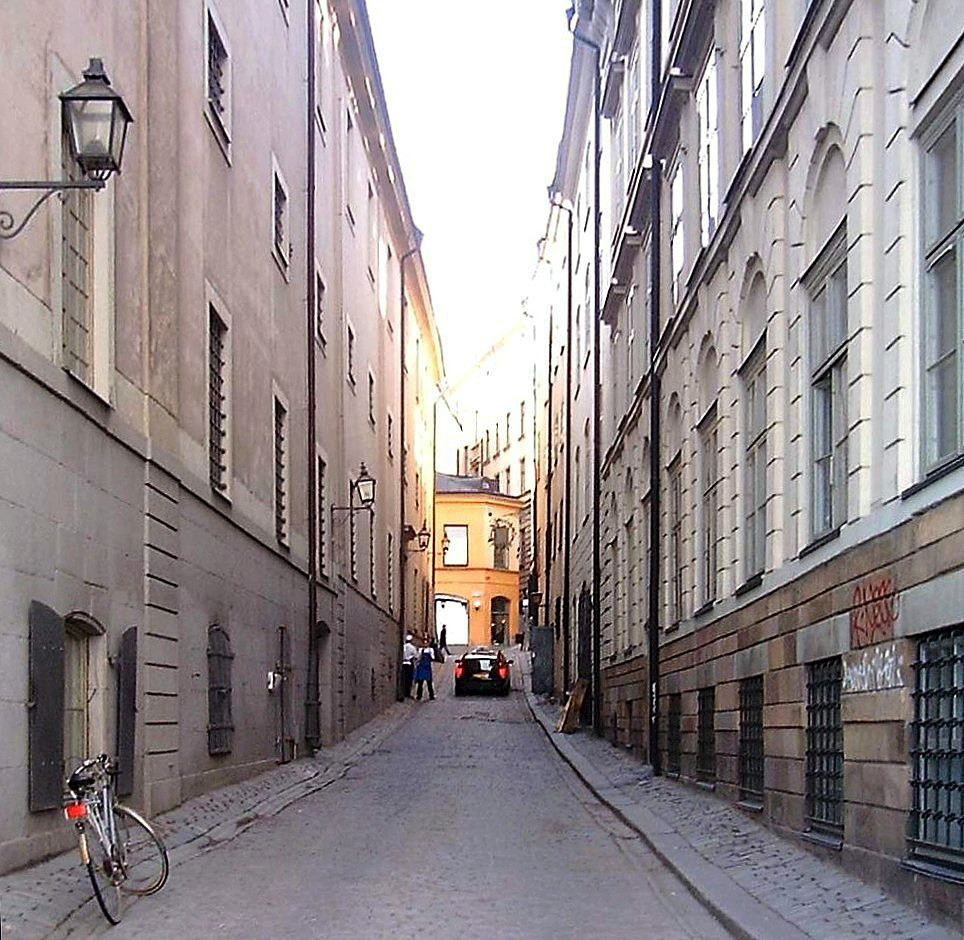
Tullgränd mot väst
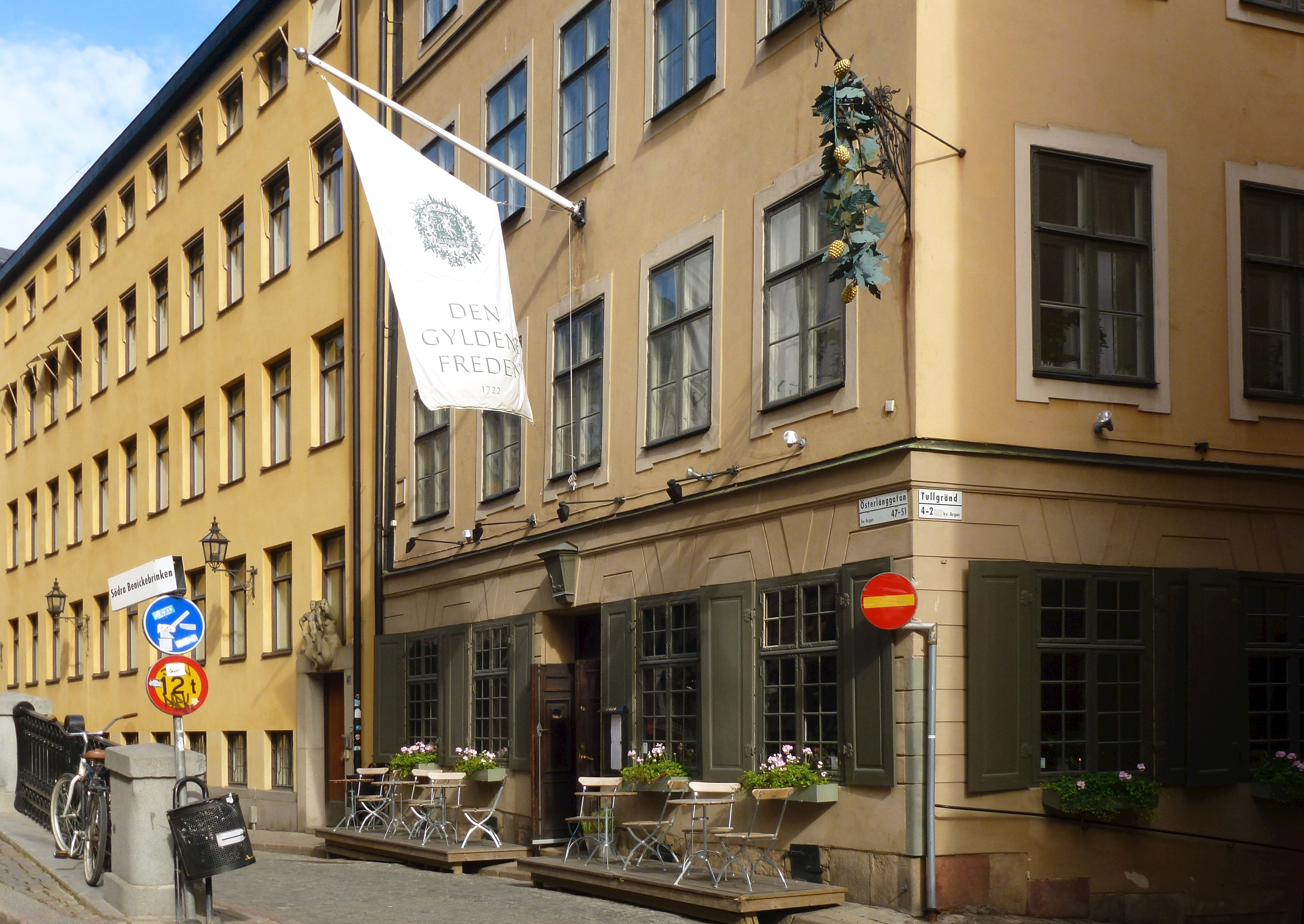
Kv Argus från Österlånggatan med Den Gyldene Freden